# 50 франків (Генріх IV)
50 франків (Генріх IV) — французька банкнота, ескіз якої розроблений 5 березня 1959 і випускалася в обіг Банком Франції з 5 березня 1959 до заміни на банкноту 50 франків з Расіном. Банкнота являла собою аналог купюри середини 50-х 5 000 франків з Генріхом IV.

## Історія

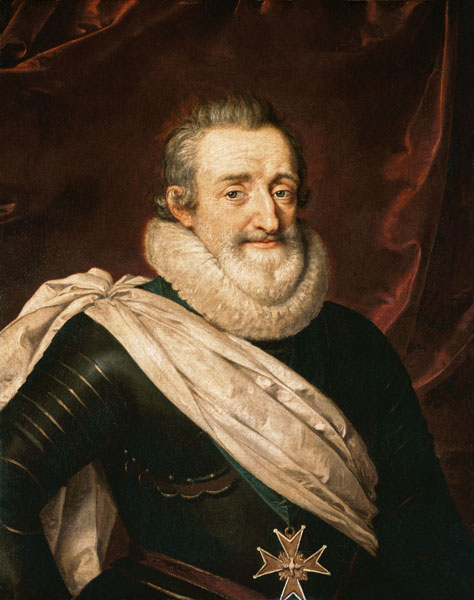
Генріх IV — король Франції у 1589–1610

Банкнота належить до серії «Знамениті люди Франції», їх діяльність призвела до створення сучасної Франції як держави. Купюра є аналогом банкноти середини 50-х років — 5 000 франків з Генріхом IV, але зі зменшеним в 1:100 номіналом — як наслідок грошової реформи кінця 50-х — початку 60 років, у зв'язку з цим на банкнотах вказувалася аббревіатуара «NF» (фр. «nouveaux francs»), що означала — «новий франк». Банкнота випускалася з березня 1959 по липень 1961, а з 2 січня 1963 її було вилучено з обігу. 1 квітня 1968 банкнота перестає бути законним платіжним засобом. 

## Опис
Банкноту розробили — художник Жан Лефевр, гравери Андре Марлі і Жюль Піль. Домінуючими кольорами є червоний і жовтий. 
Аверс: у центрі портрет короля Генріха IV, одягненого в мундир головнокомандувача армією, тримаючого палицю на фоні мосту Пон-Неф. 
Реверс: у центрі портрет короля Генріха IV на фоні замку у місті По. 
Водяний знак зображує портрет Марії Медічі. Розміри купюри 160 х 85 мм.

## Джерело
- Перелік французьких банкнот [Архівовано 14 квітня 2012 у Wayback Machine.]
- Сайт нумізматики та боністики Франції